# بيتر كارترايت (لاعب كرة قدم)
بيتر كارترايت (بالإنجليزية: Peter Cartwright)‏ (23 أغسطس 1957 بنيوكاسل أبون تاين في المملكة المتحدة - ) هو لاعب كرة قدم بريطاني في مركز الوسط. لعب مع سكونثورب يونايتد ونيوكاسل يونايتد ونادي بليث سبارتانز ونادي  شيلدز الشمالية ‏ ودارلينجتون إف سى.

## وصلات خارجية
- بيتر كارترايت على موقع قاعدة بيانات كرة القدم.إي يو (الإنجليزية)